# Moïse et Pharaon
Moïse et Pharaon, ou Le Passage de la mer Rouge (in italiano Mosè e Faraone, o il Passaggio del Mar Rosso) è un'opera in quattro atti di Gioachino Rossini rappresentata per la prima volta il 26 marzo 1827 all'Opéra di Parigi.

## Vicende storiche
L'opera rossiniana è, in parte, un rifacimento del Mosè in Egitto del 1818, con aggiunte al libretto originale eseguite da Luigi Balocchi e Victor Joseph Etienne de Jouy. L'opera-oratorio divenne così una sorta di grand-opéra, con tanto di azioni coreografiche. Ad eccezione di Mosè e del Faraone, i nomi dei personaggi furono cambiati. Alcune scene furono aggiunte, altre spostate o modificate. Rossini riutilizzò soltanto sette «numeri» del Mosè in Egitto, dopo averli completamente ripensati, e aggiunse un coro tratto dall'Armida. La "tinta" musicale delle due opere appare pertanto del tutto diversa.
Fra gli interpreti della prima assoluta, il celebre basso francese Nicolas Levasseur nel ruolo di Mosè, il baritono Henri-Bernard Labadie nelle vesti del faraone, il tenore Adolphe Nourrit e il soprano Laure Cinti (che aveva italianizzato il suo vero cognome, Cinthie Montalan, in Cinti, per fare più presa presso il grande pubblico).
In Italia il libretto francese fu tradotto da Calisto Bassi e la nuova versione, intitolata semplicemente Mosè, ebbe la prima il 4 febbraio 1829 a Perugia e soppiantò quella del 1818.
Sul finire dell'Ottocento l'opera cessò di essere rappresentata in Italia, ma tornò in auge dopo la prima guerra mondiale. Si ricordano la fastosa rappresentazione scaligera del 1919 e quella del Maggio Musicale Fiorentino del 1935 alla presenza di Mussolini.
Dopo la seconda guerra mondiale, degna di nota è la rappresentazione alla Scala di Milano, diretta da Riccardo Muti nel 1989.
Alcuni critici ritengono che sia il Moïse et Pharaon che il precedente Mosè in Egitto abbiano esercitato un influsso importante sul giovane Verdi (Nabucco) e su Saint-Saëns del primo atto del Sansone e Dalila (Samson et Dalila).

## Cast della prima assoluta
| Ruolo                       | Registro vocale | Interpreti            |
| --------------------------- | --------------- | --------------------- |
| Moïse                       | basso           | Nicolas Levasseur     |
| Éliézer                     | tenore          | Alexis Dupont         |
| Pharaon                     | basso           | Henri-Bernard Dabadie |
| Aménophis                   | tenore          | Adolphe Nourrit       |
| Aufide                      | tenore          | Ferdinand Prévôt      |
| Osiride Una voce misteriosa | basso           | Signor Bonel          |
| Marie                       | mezzosoprano    | Signorina Mori        |
| Anaïde                      | soprano         | Laure Cinti-Damoreau  |
| Sinaïde                     | soprano         | Louise-Zulme Dabadie  |

## Trama

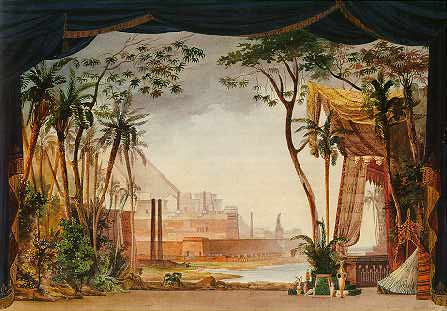
Moïse et Pharaon, scenografia, Parigi, 1827.

### Atto I
Gli ebrei lamentano la loro schiavitù, ma Moïse li rassicura: le loro pene avranno presto fine e saranno liberati. Infatti giunge Éliézer che racconta che Pharaon ha ceduto alle loro preghiere e a quelle della regina Sinaïde, ben disposta verso di essi. Il popolo festeggia, ma Anaïde (figlia di Marie e nipote di Moïse) lamenta la sua sorte: ama infatti Aménophis, figlio di Pharaon, e non vorrebbe allontanarsi da lui. Aménophis, deciso a non lasciare la sua amata, revoca l'ordine del padre e cerca di uccidere Moïse: viene fermato da Pharaon, il quale tuttavia è deciso: gli ebrei rimarranno prigionieri. Il profeta, indignato, invoca la punizione divina: una densa nebbia scende sull'Egitto.

### Atto II
Dopo giorni di oscurità, Pharaon convoca Moïse e gli concede il permesso di fuggire dall'Egitto con gli ebrei. Il profeta allora fa tornare la luce. Aménophis è nuovamente afflitto: Anaïde partirà, e in più il padre gli impone le nozze con la principessa d'Assiria. La madre cerca di consolarlo e lo chiama con sé ai riti nel tempio.

### Atto III
L'Egitto celebra la liberazione dalle tenebre nel Tempio di Iside, e tutti festeggiano. Moïse arriva e reclama la fedeltà delle promesse di Pharaon, ma prima gli ebrei devono rendere omaggio al simulacro di Iside. Gli ebrei rifiutano sdegnati, e Aufide comunica che le acque del Nilo si sono tinte misteriosamente di sangue. A riprova della potenza di Dio, Moïse fa spegnere col bastone gli altari di Iside. Pharaon allora ordina di portare gli ebrei in catene fuori da Menfi.

### Atto IV
Sulle sponde del Mar Rosso, Aménophis conduce Anaïde presso il suo popolo e fa una proposta: aiuterà gli ebrei a fuggire se potrà avere la sua mano. Moïse dal canto suo mette la nipote di fronte a una scelta: o l'amore o la fedeltà al suo Dio. La poveretta rinuncia all'amore, e Aménophis si allontana infuriato e desideroso di vendetta. Gli ebrei si fermano a pregare, e Moïse apre le acque del mare: gli ebrei fuggono sull'altra sponda, mentre Pharaon, Aménophis e gli egiziani vengono travolti dalle onde.

## Struttura dell'opera
(Con l'asterisco sono indicati i pezzi musicali scritti ex novo)

### Atto I
- 1 Preludio (*, in parte ripreso da Armida)
- 2 Coro Dieu puissant (*, in parte ripreso da Armida)
- 3 Duetto Anaïde-Aménophis Ah, si je perds l'obiet que j'aime (in Mosè in Egitto: Ah se puoi così lasciarmi)
- 4 Marcia e coro Jour de gloire (in Mosè in Egitto: All'etra, al ciel)
- 5 Duetto Anaïde-Marie Dieu, dans ce jour prospère (in Mosè in Egitto: Tutto mi ride intorno)
- 6 Finale Quel délire! (in Mosè in Egitto: All'idea di tanto eccesso)

### Atto II
- 7 Introduzione Désastre affreux! (in Mosè in Egitto: Ah, chi ne aita?)
- 8 Invocazione e quintetto Arbitre suprème (in Mosè in Egitto: Eterno! Immenso!)
- 9 Duetto Aménophis-Pharaon Cruel moment! Que faire? (in Mosè in Egitto: Parlar, spiegar non posso)
- 10 Aria Sinaïde Ah, d'une tendre mère (in Mosè in Egitto: Porgi la destra amata)

### Atto III
- 11 Marcia e coro Reine des cieux (da Bianca e Falliero) e Ballabili (*, in parte ripreso da Armida)
- 12 Finale (*, in parte in Mosè in Egitto: Mi manca la voce)

### Atto IV
- 13 Recitativo e duetto Anaïde-Aménophis Où me conduisez-vous? (in Mosè in Egitto: Dove mi guidi?)
- 14 Aria Anaï Quelle affreuse destinée! (*)
- 15 Preghiera Des cieux où tu résides (in Mosè in Egitto: Dal tuo stellato soglio)
- 16 Finale (*, in parte in Mosè in Egitto)
- 17 Cantico finale (*)

## Brani famosi
- Ah, si je perds l'objet que j'aime , duetto tra Anaïde e Aménophis (atto I)
- Jour de gloire, inno con cori (atto I)
- Désastre affreux!, introduzione corale (atto II)
- Arbitre suprème, quintetto (atto II)
- Ah, d'une tendre mère, Aria di Sinaïde (atto II)
- Finale (atto III)
- Quelle affreuse destinée, Aria di Anai (atto IV)
- Des cieux où tu résides preghiera di Mosè (atto IV)

## Incisioni discografiche
| Anno               | Cast (Moïse, Pharaon, Aménophis, Anaï, Sinaïde)                                            | Direttore           | Etichetta                   |
| ------------------ | ------------------------------------------------------------------------------------------ | ------------------- | --------------------------- |
| 1956 (in italiano) | Nicola Rossi-Lemeni, Giuseppe Taddei, Gianni Jaia, Anita Cerquetti, Rosanna Carteri        | Tullio Serafin      | Bongiovanni                 |
| 1957 (in italiano) | Nicola Rossi-Lemeni, Giuseppe Taddei, Mario Filippeschi, Caterina Mancini, Bruna Rizzoli   | Tullio Serafin      | Philips Classics Records    |
| 1968 (in italiano) | Nicolai Ghiaurov, Mario Petri, Ottavio Garaventa, Teresa Żylis-Gara, Shirley Verrett       | Wolfgang Sawallisch | Opera d'Oro                 |
| 1971 (in italiano) | Boris Christoff, Lino Puglisi, Franco Tagliavini, Gabriella Tucci, Bianca Maria Casoni     | Bruno Bartoletti    | Giuseppe Di Stefano Records |
| 1983 (in francese) | Samuel Ramey, Jean-Philippe Lafont, Keith Lewis, Cecilia Gasdia, Shirley Verrett           | Georges Prêtre      | Legato Classics             |
| 1997 (in francese) | Michele Pertusi, Eldar Aliev, Charles Workman, Elizabeth Norberg-Schulz, Mariana Pentcheva | Vladimir Jurovskij  | Rossini Opera Festival      |

## Registrazioni Video
| Anno               | Cast (Moïse, Pharaon, Aménophis, Anaï, Sinaïde)                                      | Direttore             | Etichetta |
| ------------------ | ------------------------------------------------------------------------------------ | --------------------- | --------- |
| 2004 (in francese) | Ildar Abdrazakov, Erwin Schrott, Giuseppe Filianoti, Barbara Frittoli, Sonia Ganassi | Riccardo Muti         | TDK       |
| 2015 (in italiano  | Ruggero Raimondi, Filippo Polinelli, Luciano Ganci, Lydia Tamburino, Isabel Kabatu   | Francesco Quattrocchi | C Major   |